# Mylène Chavas
Mylène Chavas (født 7. januar 1998) er en kvindelig fransk fodboldspiller, der står på mål for FC Girondins de Bordeaux i Division 1 Féminine og Frankrigs kvindefodboldlandshold. Hun har tidligere spillet for Dijon og Saint-Étienne.
Hun fik sin officielle debut på det franske landshold i 25. juni 2022 i en 4–0-sejr over Cameroun. Hun blev efterfølgende også udtaget til landstræner Corinne Diacres officielle trup mod EM i fodbold for kvinder 2022 i England.